# Забілівщина
Забілі́вщина — село в Україні, у Борзнянській міській громаді Ніжинського району Чернігівської області.
Колишня назва — хутір Кукуріківщина. Теперішня назва — на честь українського поета Віктора Забіли, який тут народився.

## Географія
У селі річка Дрока впадає у Борзну, праву притоку Дочи. Неподалік від села розташоване заповідне урочище «Базарщина».

## Історія
12 червня 2020 року, відповідно до розпорядження Кабінету Міністрів України № 730-р «Про визначення адміністративних центрів та затвердження територій територіальних громад Чернігівської області», село увійшло до складу Борзнянської міської громади.
19 липня 2020 року, в результаті адміністративно-територіальної реформи та ліквідації Борзнянського району, увійшло до складу Ніжинського району Чернігівської області.

## Відомі люди
- Забіла Віктор Миколайович.